# Sem, Kam og Jafet
Sem, Kam og Jafet er Noas tre sønner, som ifølge historien sejler med ham i arken da syndfloden bryder ud. De har hver deres familie med i arken og bliver efter syndfloden stamfædre til alle mennesker på jorden, idet alt andet liv er blevet udslettet.
Deres slægter er optegnet i Første Mosebog i Bibelen (1 Mos 10 om "Folkeslagene på jorden").
- Sems sønner: Elam, Assur, Arpakshad, Lud og Aram.

- Kams sønner: Kush, Misrajim, Put og Kana'an.

- Jafets sønner: Gomer, Magog, Madaj, Javan, Tubal, Meshek og Tiras.